# 쌍안경

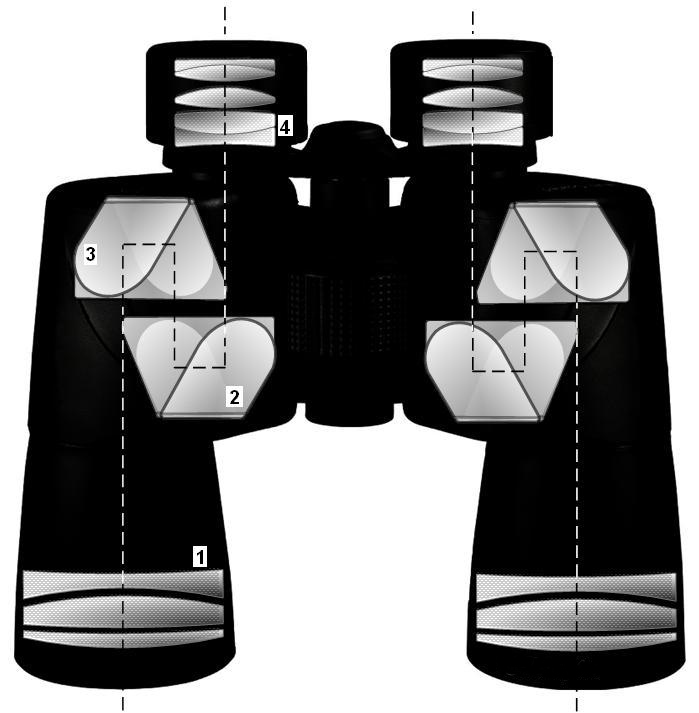
포로 프리즘을 사용한 쌍안경의 구조
1 - Objective
2-3 - Porro prisms
4 Eyepiece

쌍안경(雙眼鏡, 영어: binoculars 또는 field glasses)은 동일한, 또는 대칭의 두 망원경을 같은 방향을 향하도록 나란히 배치하여 관측자가 양쪽 눈으로 멀리 있는 물체를 보도록 한 장치이다. 대부분의 쌍안경은 양쪽 손으로 들 수 있는 정도의 크기로 되어 있으며, 훨씬 큰 것도 있다.
단안 망원경과 달리 쌍안경은 두 개의 상을 동시에 관찰함으로 3차원적 형상을 제공하여 쉽게 거리를 추측할 수 있다. 쌍안경을 관측할 때에는 관측자의 머리와 두 손이 안정된 삼각형을 이루므로, 단안 망원경보다는 대체로 흔들림이 덜하다.

## 제조사
- Barr and Stroud (영국)
- Bausch & Lomb (미국)
- BELOMO (벨라루스)
- Bresser (독일)
- Bushnell Corporation (미국)
- 캐논 (일본)
- Celestron
- Fujinon (일본)
- GPO (German Precision Optics, 독일) : 전직 Carl Zeiss 스포츠광학 부사장 리하르트 슈미트(Richard Schmidt)가 2017년 창업한 광학 회사.
- I.O.R. (Romania)
- Krasnogorsky Zavod (러시아)
- 라이카 (독일)
- Leupold & Stevens, Inc (미국)
- Meade Instruments (미국)
- Meopta (Czech Republic) : 1933년 설립되어 80년 넘게 쌍안경·망원경·필드스코프·스포팅스코프 및 조준경 생산.
- Minox
- 니콘 (일본)
- NOBLEX (독일) : 독일 통일 전 Carl Zeiss Jena, 통일 후 DOCTER로 브랜드 변경. 2018년부터 NOBLEX로 브랜드 변경.
- 올림푸스 (일본)
- OPTICRON (영국) : 1970년 설립된 영국의 광학 회사.
- OPTOLYTH (독일) : 1856년 J.E. Sill에 의해 Nuremberg에서 설립되어 160년 넘게 쌍안경·망원경·필드스코프·스포팅스코프를 생산하고 있는 독일의 광학 회사.
- 펜탁스 (일본)
- Steiner-Optik (독일)[2]
- PRAKTICA (영국)
- Sunagor (일본)
- Swarovski Optik[3]
- Takahashi Seisakusho (일본)
- Tasco
- 빅센 (일본)
- 비비타르 (미국)
- Vortex Optics (미국)
- 유콘 광학 (전 세계)
- 云南北方光学 (운남북방광학, 중국) : 1936년 설립되어 중국 최초의 군용 쌍안경 中正式 (중정식) 6x30 개발. 1962년에는 Carl Zeiss Jena와 기술 제휴로 62식 8x30 개발.
- 浙江华东光电 (절강화동광전, 중국) : 1995년부터 20여년간 중국 인민해방군의 제식 쌍안경 95식 7x40 생산. 2015년부터 95식을 개량한 BBG041A 7x40 생산.
- Zeiss (독일)
- Zrak (유고슬라비아, 보즈니아, 사라예보, 테슬릭)[4]

## 같이 보기
- 오페라 글라스
- 광학 망원경
- 망원경